# Cristina Pujol
Cristina Pujol Bajo (San Cugat del Vallés, 5 de mayo de 1993) es una deportista española que compite en vela en la clase Laser Radial. Participó en los Juegos Olímpicos de Tokio 2020, ocupando el lugar 23 en la clase Laser Radial.